# 7'eren
7'eren var en ungdomskanal, der startede som et programvindue på The Voice TV i 2012 og sendte programmer som Spin City, The Drew Carey Show, Big Bang Theory og Frasier. Den blev startet 1. januar 2012 som et programblok på The Voice TV og et år senere, pr. 1. januar 2013 blev The Voice TV opløst og erstattet af 7'eren. I den forbindelse blev Nanna Schultz Christensen indsat som kanalchef.
Kanalen blev lanceret samtidig med DR3 og i januar 2014 kom det frem at kanalens mest sete tv-program gennemsnitligt havde 6.750 seere, mens det mest sete tv-program på DR3 havde 105.250 seere i gennemsnit.
Som følge af lave seertal, valgte udbyderen at lukke kanalen med udgangen af oktober måned 2014 og i stedet lade den erstatte af en dansk udgave af ID – Investigation Discovery.

## Programmer
Douglas Entertainment stod for et tre timer langt programvindue med bl.a.
- Danmarks Næste Topmodel
- Robot Chicken
- Gamers One Take
- Video På Prøve
- Gossip Girl
- Big Brother Live 2013-2014